# Österreichische Ski-Meisterschaften 1921
Die 9. Österreichische Ski-Meisterschaft fand im Rahmen des 9. Verbandswettlaufes des Österreichischen Skiverbandes vom 5. bis 6. Februar 1921 in St. Johann im Pongau im Bundesland Salzburg statt und war, nachdem der Hauptverbandswettlauf von 1920 abgesagt werden musste, die erste Österreichische Ski-Meisterschaft nach dem Ersten Weltkrieg.
Zum Österreichischen Ski-Meister für 1921 krönte sich der Vorarlberger Josef Bildstein vom Österreichischen Wintersportklub Wien.

## Organisation
Für die Ausrichtung und Organisation zeichneten sich der Skiclub Salzburg und die Wintersportvereinigung St. Johann im Pongau verantwortlich. Trotz der noch schwierigen Lage in der neuen Ersten Republik fanden sich Besucher aus Wien, Kärnten, Tirol, der Steiermark und aus dem benachbarten Bayern ein.

## Preise
Der Gewinner der Meisterschaft erhielt die goldene Plakette des Österreichischen Skiverbandes.

## Teilnehmer
Zur Teilnahme an der international offenen Meisterschaft nannten neben den Deutschen Karl Hannemann aus München sowie Dr. Beck und Ertl aus Berchtesgaden ausschließlich Österreicher.
Vom renommierten Österreichischen Wintersportclub in Wien kamen der Meister von 1913, Sepp Bildstein, sowie Ambros Scholz und Hans Mayringer. Der Verband der Steirischen Skiläufer entsendete u. a. Josef Obereder, Franz Janiß und Karl Pugl. Aus Innsbruck meldeten Robert Lezuo, Greussing und Dr. Gatti.
Von den heimischen Athleten nannten u. a. die Brüder Siegried und Hermann Amanshauser, die Brüder Eder aus Zell am See, Peter Radacher aus Mühlbach und der Gasteiner Max Deutsch.
Vom Verband Vorarlbergischer Skiläufer dürfte Karl Risch teilgenommen haben. In der vorliegenden Quelle wird der Sportler Risch jedoch als Berchtesgadener bezeichnet.

## Wettbewerbe

### Langlauf Senioren (Allgemeine Reihung)
| Platz | Land | Sportler              | Verein                | Zeit    | Note |
| ----- | ---- | --------------------- | --------------------- | ------- | ---- |
| 1     | AUT  | Ing. Robert Lezuo     | Skiklub Innsbruck     | 1:04,38 | ?    |
| 2     | AUT  | Josef Bildstein       | Ö.W.S.C. Wien         | 1:05,31 | ?    |
| 3     | AUT  | Siegfried Amanshauser | Skiclub Salzburg      | 1:06,40 | ?    |
| 4     | AUT  | Hans Mayringer        | Ö.W.S.V. Wien         | 1:07,45 | ?    |
| 5     | AUT  | Riebel                | WSV Bad Aussee        | ?       | ?    |
| 6     | AUT  | Peter Radacher        | SC Mühlbach/Hochkönig | ?       | ?    |
| 7     | AUT  | Ed. Danner            | WSV Bad Aussee        | ?       | ?    |
| 8     | AUT  | F. Erler              | Skiklub Innsbruck     | ?       | ?    |
| 9     | GER  | Karl Hannemann        | München               | ?       | ?    |
| 10    | GER  | Dr. Beck              | SC Berchtesgaden      | ?       | ?    |

Datum: 5. Februar 1921
 Die Strecke führte über eine Distanz von 13 km vom Hochgründeck inmitten der Salzburger Schieferalpen mit einer Höhendifferenz von 1.000 Metern und einer Gegensteigung von 100 Metern zum Ziel in St. Johann.

An den Langlaufwettbewerben nahmen aufgeteilt in die 1. Klasse, 2. Klasse und die Altersklasse insgesamt 74 Athleten teil.

### Langlauf Junioren
| Platz | Land | Sportler       | Verein           | Zeit    | Note |
| ----- | ---- | -------------- | ---------------- | ------- | ---- |
| 1     | AUT  | Liebenwein     | Skiclub Salzburg | 30:17,4 | ?    |
| 2     | AUT  | Kopatsch       | SC Mühlbach/Hkg. | ?       | ?    |
| 3     | AUT  | Leuchtenmüller | SC Mühlbach/Hkg. | ?       | ?    |

Datum: 5. Februar 1921
 16 Teilnehmer

Streckenlänge: 6 km

### Hindernislauf Senioren
| Platz | Land | Sportler            | Verein           | Zeit | Note |
| ----- | ---- | ------------------- | ---------------- | ---- | ---- |
| 1     | AUT  | Max Deutsch         | SC Badgastein    | 4,08 | ?    |
| 2     | AUT  | Peter Radacher sen. | SC Mühlbach/Hkg. | ?    | ?    |
| 3     | AUT  | Hermann Amanshauser | Skiclub Salzburg | ?    | ?    |

Datum: 6. Februar 1921 vormittags

Der Hindernislauf wurde erstmals als Teilbewerb zur Erlangung der Meisterschaft eingerechnet. Er war nichts anderes als ein Abfahrtslauf, wobei sich die Teilnehmer auf einer durch Torfahnen (das waren die "Hindernisse") vorgegebenen Strecke mit eingebauten kurzen Sprüngen beweisen mussten.

### Sprunglauf Senioren 1. Klasse
| Platz | Land | Sportler        | Verein        | Weite                            | Note |
| ----- | ---- | --------------- | ------------- | -------------------------------- | ---- |
| 1     | AUT  | Josef Bildstein | Ö.W.S.C. Wien | 28,0 m, 26,0 m, 23,5 m / 3 gest. | ?    |
| 2     | AUT  | Ambros Scholz   | Ö.W.S.C. Wien | 26,0 m / 2 gest.                 | ?    |
| 3     | AUT  | Dr. Moro        | ?             | 26,0 m / 0 gest.                 | ?    |

Datum: 6. Februar 1921 nachmittags
 Insgesamt nahmen am Skispringen in den verschiedenen Klassen 39 Athleten teil.
Der Sprungbewerb wurde durch den bekannten Norweger Harald Smith, der jedoch nur außer Konkurrenz startete, mit einem gestandenen Sprung auf 31 Meter eröffnet.

### Sprunglauf Senioren 2. Klasse
| Platz | Land | Sportler    | Verein        | Weite            | Note |
| ----- | ---- | ----------- | ------------- | ---------------- | ---- |
| 1     | AUT  | Franz Janiß | V.S.S. Graz   | 29,0 m / 3 gest. | ?    |
| 2     | AUT  | Karl Pugl   | V.S.S. Graz   | 24,0 m / 3 gest. | ?    |
| 3     | AUT  | Max Deutsch | SC Badgastein | 22,0 m / 3 gest. | ?    |

Datum: 6. Februar 1921 nachmittags

### Zusammengesetzter Lauf
| Platz | Land | Sportler        | Verein           | Note |
| ----- | ---- | --------------- | ---------------- | ---- |
| 1     | AUT  | Josef Bildstein | Ö.W.S.C. Wien    | ?    |
| 2     | AUT  | Max Deutsch     | SC Badgastein    | ?    |
| 3     | AUT  | Peter Radacher  | SC Mühlbach/Hkg. | ?    |
| 4     | AUT  | Franz Janiß     | V.S.S. Graz      | ?    |
| 5     | GER  | Karl Hannemann  | München          | ?    |
| 6     | GER  | Dr. Beck        | Berchtesgaden    | ?    |

Datum: 5. und 6. Februar 1921